# NGC 6029
NGC 6029 је галаксија у сазвежђу Змија која се налази на NGC листи објеката дубоког неба.
Деклинација објекта је + 12° 34' 29" а ректасцензија 16h 1m 58,8s. Привидна величина (магнитуда) објекта NGC 6029 износи 14,5 а фотографска магнитуда 15,5. NGC 6029 је још познат и под ознакама CGCG 79-23, KUG 1559+127, PGC 56756.